# Minamoto no Yorinobu
Minamoto no Yorinobu (源 頼信), född 21 december 968, död 1 juni 1048, var samuraj och medlem i Minamoto-klanen, under Heian-perioden i Japan. Han var son till Minamoto no Mitsunaka (912–997). Tillsammans med sin broder Minamoto no Yorimitsu tjänade Yorinobu regenterna i Fujiwara-klanen. 
Han övertog från sin far titeln Chinjufu-shogun, (Befälhavare för Norra Försvaret). Han var guvernör i Ise-provinsen och Kai-provinsen och stamfader för Kawachi Genji-linjen av Minamoto-klanen. 
Hans son, Minamoto no Yorisue, blev stamfader för Takanashi-klanen i Shinano-provinsen.
Yorinobu var regenten Fujiwara no Michinagas favorit och blev mest känd för att ha kväst upproret i Kazusa-provinsen, som leddes av vice-guvernören Taira no Tadatsune och därmed ha ökat Minamotos inflytande i Japans östra delar.